# 職人

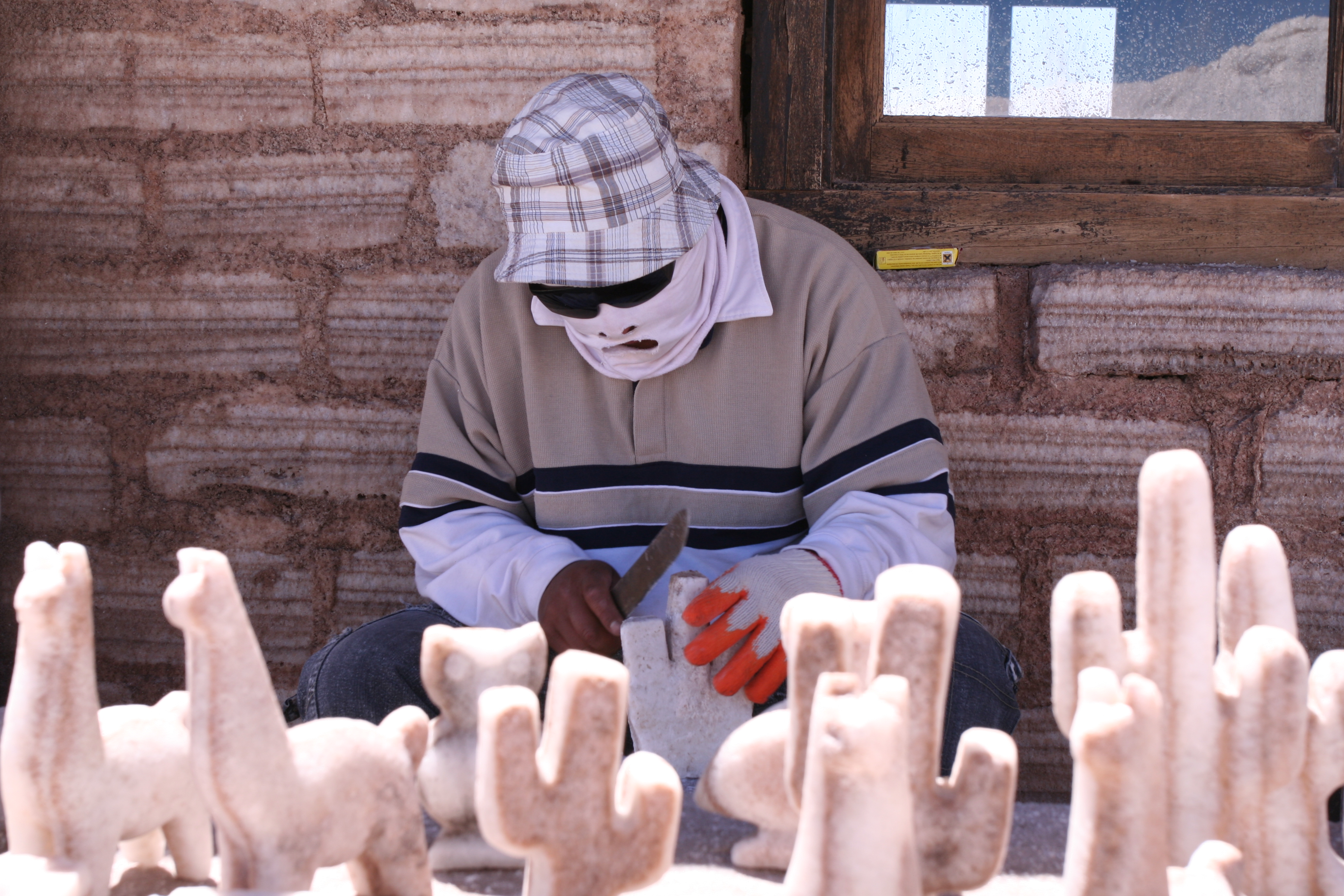
塩の彫刻の職人（アルゼンチン）

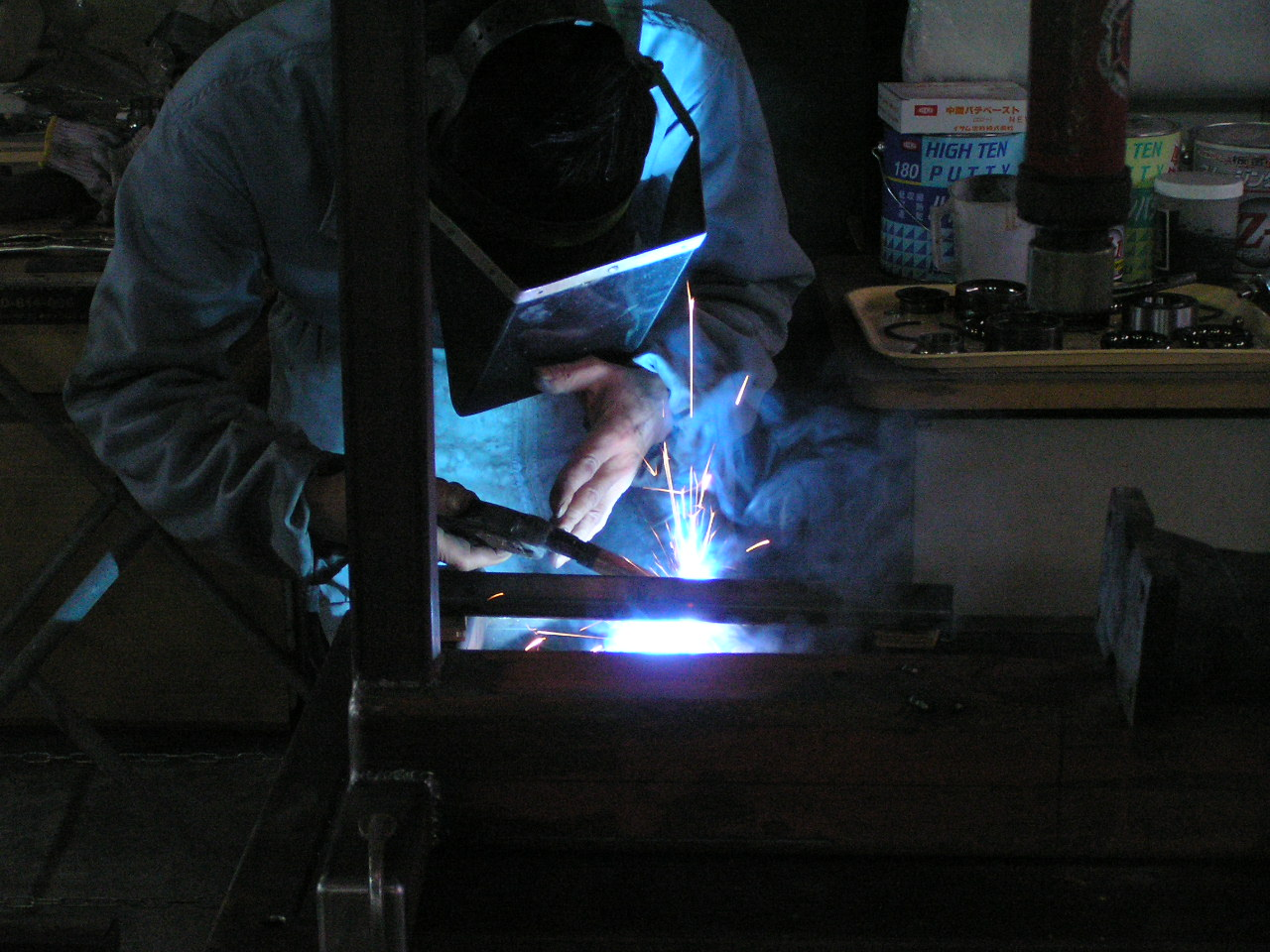
大阪の町工場の職人

職人（しょくにん、英語: craftsman、フランス語: artisan）とは、自ら身につけた熟練した技術によって、手作業で物を作り出すことを職業とする人のことである。
日本では歴史的に彼らを尊ぶ伝統があり、大陸より帰化した陶芸工や鉄器鍛冶は士分として遇された。
彼らの持つ技術は職人芸（しょくにんげい）とも呼ばれる。
「職人」は主に工業として製品を作る人間を指すことが多く、陶磁器などでも芸術作品として作る者を一般に「陶芸家」と呼ぶように、美術、工芸分野では「作家」という扱いである。

## 概要
産業革命以前には、職人が生産活動の中心となっていた。技術は主に徒弟制度によって伝承されており、職場を訪ね親方の許しを得て弟子入りし、年季奉公をすることが通例であった。技は手取り足取り親方が弟子に教えるのではなく、簡単な作業や雑用を行う合間に盗むものとされ、一人前になるには数年から数十年を要する場合すらあった。
しかし、近年の経済・社会・産業・生活様式の変化に伴い、従来の厳しい徒弟制度の下で職人を目指す若者は激減しており、そのあり方は大きな変革を迫られている。

## 日本における職人

### 職人の歴史

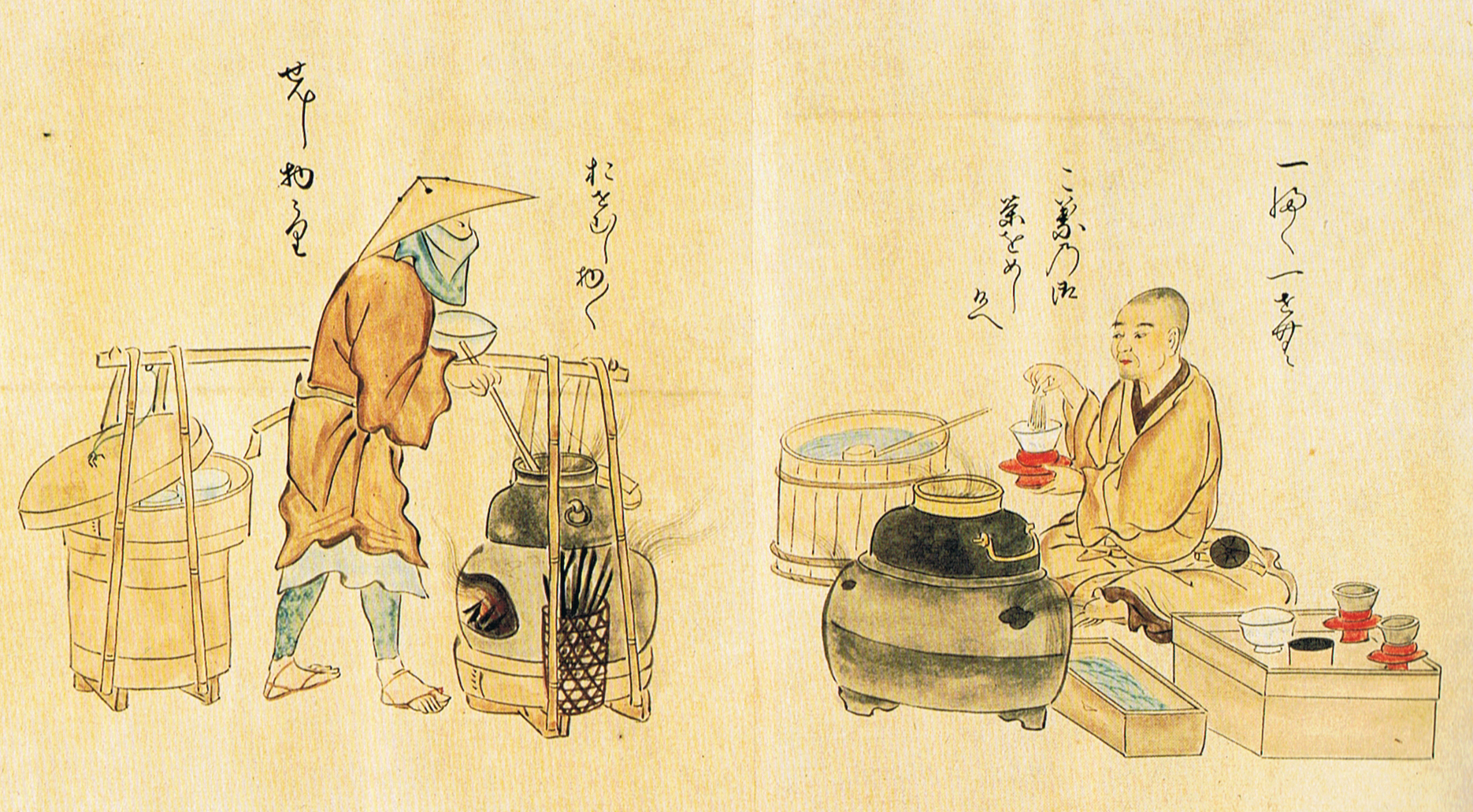
『七十一番職人歌合』

日本では古代から様々な職人が存在し、王権や国家の成立・経済社会の発展により商工業が成立し、日常生活から神事など宗教活動に到るまで様々な諸職人が誕生した。中近世期も引き続き経済社会の発達により職人分化が進み、中世期の職人の実態については不明な点が多いが、このころには職人歌合類など文学作品において様々な職種の職人の姿が描かれ、職人歌合は朝廷や貴族に従属する職人を和歌によって結縁させ、怨霊の鎮魂など呪術的意図によって作成されていたと考えられている。また、職人歌合類は時代の変遷とともに描かれる職種が増加していることから社会の変遷を反映した歴史資料としても活用されている。
中世後期から近世には戦国大名などの地域権力や織豊政権から江戸幕府に至る統一権力が出現し、諸職人も領主権力に把握され諸役免除などの特権を得て奉仕を行った。江戸時代には経済社会・都市の発達に伴い職人はさらに分化し発展した。藩の御用職人を「十職」といい、大工・畳屋・木びき・紺屋・桧物師・塗師・桶師・鍛冶・屋根職・瓦師を指す。また、近世期には専門的な職人のほか、在方において農間余業として行う零細な商職人活動を行う場合もあり、様々な職人が存在していた。この内「江戸の三大職」と評されたのが「大工」「鳶」「左官」で、羽振りが良く、女性人気も高かった。大工の棟梁挌などは、他の職人衆の倍の手間賃だったとされる。
研究史においては戦後期に歴史学をはじめ美術史・国文学など様々なアプローチから歴史的な職人の位置づけが注目され、歴史学では網野善彦らが日本社会における職人の位置づけについて研究を展開し、国文学・美術史においても職人歌合類をはじめ洛中洛外図や浮世絵などにおける職人の描かれ方が注目されている。

### 現代の職人
現在では、手工芸品（特に伝統的工芸品）を作る人や大工・左官・庭師・経師屋(表具師)・建具・指物・鳶・畳・瓦・石屋・竹芸・漆・塗装・保温板金工・家具木工・硝子・飾り職・蒔絵・螺鈿・組子・目立て・箪笥といった手工業の職人のほか、例外的なものとしては食品を扱う「寿司職人」、また、特に優れた金属加工技術を有する者を職人と呼ぶ。
「職人気質」（しょくにんかたぎ）という言葉がある。これは「自分の技術を探求し、また自信を持ち、金銭や時間的制約などのために自分の意志を曲げたり妥協したりすることを嫌い、納得のいく仕事だけをする傾向」、「いったん引き受けた仕事は利益を度外視してでも技術を尽くして仕上げる傾向」などを指す。
建築分野に於ける職人の減少は著しいが、その要因の一つに後継者不足の他、海外から輸入されたツーバイフォー工法や、プレハブ工法など、伝統的技術を要しない工法が大手ハウスメーカーなどにより普及した事が挙げられる。
しかしながら高度に精密な加工を要求される機械時計の製作や宇宙工学の分野では依然、高い技能を持った職人の存在が不可欠である。たとえばiPodの背面部分の鏡面加工されたステンレスは、日本（新潟県燕市）の町工場の職人による加工が行われている。
また、名工の中にはいわゆる人間国宝に認定されたり、叙勲される者もいる。手工芸分野の人間国宝には、日本工芸会の推薦が必要とされている。その他彼らに対する大臣表彰や地方自治体表彰などもある。